# Taurasi (vino)
Taurasi è la  denominazione di origine controllata e garantita di un vino rosso prodotto in provincia di Avellino.

## Zona di produzione
La zona di produzione delle uve comprende l'intero territorio dei comuni di Taurasi, Bonito, Castelfranci, Castelvetere sul Calore, Fontanarosa, Lapio, Luogosano, Mirabella Eclano, Montefalcione, Montemarano, Montemiletto, Paternopoli,  Pietradefusi, Sant'Angelo all'Esca, San Mango sul Calore, Torre Le Nocelle e Venticano della provincia di Avellino.

## Storia
Il vitigno quasi sicuramente venne portato in Italia meridionale nel periodo che va dal VII al VI secolo a.C. da coloni greci, con il nome di Hellenico, modificatosi nei secoli di dominio spagnolo fino all'attuale Aglianico.
Nel secolo XIX la zona rimase a lungo esente dalla fillossera, fatto che favorì l'aumento della produzione vinicola fino a 100 000 000 di litri.
Nel 1878 Francesco De Sanctis, dell'Istituto Agrario di Avellino ad indirizzo Enologico, promosse la salvaguardia delle potenzialità varietali dell'Aglianico; nel 1898 Strafforello scrisse: «Nelle buone annate il vino è assai copioso e molto se ne esporta nelle province limitrofe, principalmente col nomi di vino "Taurasio" ed altri. Il migliore si raccoglie nei Comuni di Taurasi». L'importanza enologica del territorio venne segnalato da Madaluni nel 1929 e nel 1934 da Iannaccone.
Però la fillossera si diffuse anche a Taurasi, tanto che nel 1970 il Catasto Viticolo registra solo 1 800 ha di vigneti, quasi completamente in coltura promiscua. Fortunatamente negli ultimi decenni del XX secolo nascono numerose cantine sociali per la produzione e l'imbottigliamento, i nuovi impianti abbandonano il tradizionale allevamento ad "alberata taurasina" (di scuola etrusca), con i più razionali guyot e cordone speronato.

## Tecniche di produzione
Le operazioni di vinificazione e invecchiamento devono essere effettuate nel territorio della provincia di Avellino.
L'arricchimento dei mosti o dei vini deve essere effettuato esclusivamente con mosti concentrati provenienti dalla zona di produzione delle uve o con mosto concentrato rettificato.
Il vino deve essere sottoposto ad un periodo di invecchiamento obbligatorio di almeno tre anni di cui almeno uno in botti di legno.
È consentita l'aggiunta di vino più giovane ad identico vino più vecchio, o viceversa, nella misura massima del 15%; in tal caso in etichetta dovrà figurare il millesimo del vino che concorre in misura preponderante.

## Disciplinare
La DOC è stata approvata con DPR 26.03.1970, G.U. 129

La DOCG è stata riconosciuta con DM 11.03.1993 G.U. 72

Successivamente il disciplinare ha subito le seguenti modifiche:
- DM 30.11.2011 GU 295
- DM 12.07.2013 Pubblicato sul sito ufficiale del Mipaaf

La versione in vigore è stata approvata con DM 07.03.2014 pubblicato sul sito ufficiale del Mipaaf

## Tipologie

### Taurasi
|                                | rosso                           | riserva                         |
| uvaggio                        | Aglianico 85.0% minimo          |                                 |
| titolo alcolometrico minimo    | 12,00%                          | 12,50%                          |
| acidità totale minima          | 5,00 g/l.                       |                                 |
| estratto secco minimo          | 22,00 g/l.                      |                                 |
| resa massima di uva per ettaro | 100 q.                          |                                 |
| resa massima di uva in vino    | 70% (65% dopo l'invecchiamento) |                                 |
| invecchiamento                 | 3 anni, di cui 1 in botte       | 4 anni, di cui 18 mesi in botte |

#### Caratteristiche organolettiche
L’odore, estremamente gradevole, e fine, al profumo di viola, di rosa secca, di confettura di marasca, di chiodo di garofano e di tabacco, pare quasi etereo.

#### Abbinamenti consigliati
Carni rosse, arrosto di carni, brasati, pollame, selvaggina, formaggi a pasta dura e stagionati.